# Johann Gotthelf Neumann
Johann Gotthelf Neumann (* 1. Juni 1777 in Görlitz; † 6. Juni 1831) war ein deutscher Archidiakon an St. Peter und Paul, Bibliothekar und Sekretär der Oberlausitzischen Gesellschaft der Wissenschaften, sowie Direktor der Görlitzer Bibelgesellschaft. Neumann war Herausgeber der ersten acht Bände des Neuen Lausitzischen Magazins und Ehrenmitglied einiger Vereine. Er war der Vater von Theodor Neumann.

## Leben
Neumann war der Sohn des Stadtgartenbesitzers und Leinwandglätters Johann Adam Neumann und Anna Rosine, geborener Kürschner, aus Moys. Sein Großvater George Neumann war Bauer in Niecha und soll im Jahr 1753 von einem Baum erschlagen worden sein.
Schon am Gymnasium habe Neumann in Einsamkeit selbstständig aus theologischen Büchern gelernt und Predigten gehalten. 1797 studierte er in Leipzig auch Theologie, wechselte dann aber eher in die wissenschaftlichen Fächer Mathematik, Latein, Griechisch und Philosophie.
Nach einem Brief seines Vaters im Jahr 1800 kehrte Neumann nach Görlitz zurück, wo er am Gymnasium angestellt wurde. Eigentlich hatte er geplant den Magistergrad zu erwerben und in Leipzig zu unterrichten. Bis ins Jahr 1809 besetzte Neumann immer bedeutendere Stellen am Gymnasium. Im Anschluss wurde er als Subdiakon an die Peter und Pauls Kirche berufen.
Am 2. Oktober 1809 heiratete Neumann des Predigers zu Kunzendorf Elias Schröters dritte Tochter Louise Dorothee (* 1789; † 1839). Er hatte in dieser Ehe vier Kinder, von denen der älteste Sohn früh verstarb. Eine seiner Töchter heiratete Gustav Köhler, der überlebende Sohn war der Historiker Theodor Neumann. Neben seinen Kindern nahm er weitere Kinder, vornehmlich Mädchen, zur Erziehung an. Im Jahr 1820 stieg er zum Diakon auf, 1828 zum Archidiakon, nachdem der mit Neumann eng befreundete, bisherige Archidiakon Gottlieb Adolph Klien verstorben war.
Nach dem Tod Fielitzs wurde Neumann Bibliothekar und Sekretär der Oberlausitzischem Gesellschaft der Wissenschaften. Er ordnete die vorhandenen Bücher und verfasste dazu einen zweibändigen im Jahr 1819 erschienen Katalog mit über 20.000 indizierten Werken. Seit dem Jahr 1822 gab er die ersten acht Bände des Neuen Lausitzischen Magazins heraus.
Eines der Bände des seinerzeit in Wissenschaftskreisen schon beliebten Neuen Lausitzischen Magazins wurde vom König (Friedrich Wilhelm III.) angefordert. Neumanns Schrift über Marie Friederike Wilhelmine Djoppo (1826) bewirkte darüber hinaus ein Reskript des Königs. Neumann hatte die bereits erwachsene Schwarze („Negerin“) zuvor zur Christin missioniert und getauft.
Neumann bemühte sich um eine Verbesserung der Bürgerschulen. Das „Magistrat“ und die königliche Regierung beauftragen Neumann mit diesem Anliegen, dem er zu Lebzeiten aber nicht mehr nachkommen konnte.
Nach dem Tod seines engsten Freundes Köhler, des Pastors zu Schönbrunn, Ende April 1831 wurde Neumann Mitte Mai krank, im weiteren Verlauf entwickelte er Schwindsucht. Er starb am 6. Juni 1831.

## Wesen
Neumanns Wesen sei, von seinem Kollegen Christian Adolf Pescheck beschrieben, offen, streng, pflichtbewusst, strebsam und aufopfernd gewesen, seine Statur lang, hager und bleich, seine Augen blau.
Als Redner bzw. Prediger habe er manche Nachteile gehabt, wie manche Prediger allein durch ihr Auftreten Zuhörer gewinnen.
Der Rektor des Görlitzer Gymnasiums bescheinigte Neumann kurz vor dessen Abschied im Jahr 1808 Pflichteifer, unermüdlichen Fleiß und Dienstgefälligkeit gegenüber seinen Kollegen, durch seine strenge Schulzucht ausgezeichnet. Seine Schüler, denen Neumanns Ernst zu Schulzeiten noch missfiel, hätten ihm in späteren Jahren für seine liebevolle Art und seinen Aufwand gedankt.

## Ehrenmitgliedschaften
- Vogtländischer altertumsforschender Verein Hohenleuba
- Sächsischer Altertums-Verein Leipzig
- Schlesische Gesellschaft für vaterländische Kultur Breslau
- Nordische Altertums-Gesellschaft Kopenhagen
- Deutsche Gesellschaft zur Erforschung Vaterländischer Sprache und Altertümer in Leipzig

## Werke (Auswahl)
als Autor
- Einige Nachrichten von der in Görlitz lebenden Negerin, in der hl. Taufe Marie Friedr. Wilh. Djoppo genannt. Christian Gottlieb Zobel (Verlag), Görlitz 1826. (Volltext)
- Die Bibliothek der Oberlausitzer Gesellschaft der Wissenschaften alphabetisch verzeichnet. Christian Gotthelf Anton (Verlag), Görlitz 1819.
  - Teil 1 (A–L). (Volltext)
  - Teil 2 (M–Z). (Volltext)
- Etwas zum Andenken und zur Würdigung des am 5. März 1808 entschlafenen Herrn Johann Michael Tzschoppe. Görlitz 1808. (Volltext)
- Was haben Eltern zu thun, wenn sie ihre Kinder zu nützlichen Mitgliedern des Staates und besonders zu guten Christen bilden wollen?. Görlitz 1804.
- Anweisung zum richtigen und guten Ausdrucke in der deutschen Sprache. Leipzig 1803

als Herausgeber
- Neues Lausitzisches Magazin, Bände 1–8. Görlitz 1822–1830.